# Taraxacum dentatum
Taraxacum dentatum — вид квіткових рослин з родини айстрових (Asteraceae). Ареал: Чехія, Словаччина, Німеччина, Угорщина, Польща, Україна; це багаторічна рослина помірних біомів. Росте на на екстенсивно використовуваних вологих луках, віддаючи перевагу місцям з низькою рослинністю.
Основні діагностичні ознаки цього таксону: листки прямовисні, вузькі, до 1.5 см ушир, середньо-зелені, виїмчасто-зубчасті або глибоко лопатеві, рідше тільки зубчасті; бічних часток 2 або 3, (рідше більше), злегка загнуті, широко-трикутні, верхній край прямий, зазвичай зубчастий; кінцева частка вузько-трикутна, досить загострена, міждолі короткі або середнього розміру, цілокраї; черешок вузький, пурпуровий; стеблина блідо-бурувато-зеленувата, негусто запушена; квіткова голова 2–3 см у діаметрі; зовнішні приквітки (11)12–14(18), нещільно притиснуті або іноді загнуті біля основи, несуглобові, гладкі, без війок, вузьколанцетні, 6.5–8.5 мм завдовжки, 1.5–2.8 мм завширшки, їх край іноді явно вужчий за решту частини приквітки; облямівки приквітків нечіткі, від зеленуватих до білувато-зеленуватих; сім'янки завдовжки (2.9)3.3–3.8 мм, зверху шипуваті; папус 5.5–6.0 мм завдовжки.